# マツヤ萬年筆病院
マツヤ万年筆病院は、長崎県長崎市浜町にある万年筆、ボールペンなどを専門とする文房具店。全国各地からの文房具ファンが集まる人気観光スポットの店。各メーカーの名品がそろうガラスペンや万年筆の修理を、店内の商品のみを取り扱う。

## 施設
1945年（昭和20年）創業した初代から親子3代続く、敷居が高い雰囲気を醸し出す。ガラスのショーケースが商品に陳列してある。

### 交通機関
- 長崎電気軌道観光通り停留所のすぐにある。